# Sprachatlas
Der Sprachatlas oder Dialektatlas ist eine Sammlung von Sprachkarten eines Gebietes, auf denen die Verbreitung von Varianten von Lauten, Wörtern bzw. Bezeichnungen (onomasiologische Karten), Wortgruppen, Wortformen und Satzkonstruktionen eingezeichnet ist. Er gibt dabei Auskunft über die Verbreitung von Dialekten und über die Aussprache von Wörtern in verschiedenen Dialekten einer Sprache oder einer Sprachengruppe. Eingezeichnet sind auch die Sprach- oder Dialektgrenzen und regionale Besonderheiten.
Grenzen, an denen sich die Ausprägung eines untersuchten Merkmals (linguistische Variable) ändert – beispielsweise die Aussprache eines Konsonanten oder Vokals oder die Verwendung eines Wortes – werden durch eine Linie markiert, eine Isoglosse. Stellen, an denen viele Isoglossen zusammenfallen (Isoglossenbündel), markieren Dialekt- oder Sprachgrenzen.

## Wissenschaftsgeschichte
Die ersten Sprachatlanten wurden von Georg Wenker 1881 (Sprach-Atlas von Nord- und Mitteldeutschland. Lieferung 1. Straßburg/London), Jules Gilliéron (Atlas Linguistique de la France (ALF), veröffentlicht 1902–1910), von Georg Wenker und Ferdinand Wrede (Deutscher Sprachatlas, veröffentlicht 1926–1956) und von Karl Jaberg und Jakob Jud (Sprach- und Sachatlas Italiens und der Südschweiz, veröffentlicht 1928–1940). Den ersten Sprachatlas der englischen Sprache verfasste Hans Kurath (für den Nordosten der USA). Das sprachenmäßig größte Sprachatlas-Projekt ist der eurolinguistische Atlas Linguarum Europae (ALE). In der jüngeren Zeit wird auch das Internet zur Datenerhebung verwendet, beispielsweise beim Atlas zur deutschen Alltagssprache (AdA), der an der Universität Augsburg begonnen wurde und nun von der Universität Lüttich und der Universität Salzburg weitergeführt wird.
Bei der Herstellung solcher Atlanten sind folgende Punkte zu beachten.
- Man braucht eine genaue Lautschrift, um die einzelnen Lautungen exakt wiedergeben zu können. In der deutschen Dialektologie des 20. Jahrhunderts wird zumeist eine Lautschrift verwendet, die auf dem 1924 in der Zeitschrift Teuthonista[6] unter gleichlautendem Namen veröffentlichten System basiert. Insbesondere wenn Fragebögen für die Auskunft genommen werden, verwenden die Gewährspersonen allerdings eine modifizierte Standardschreibung.
- Man braucht eine Auswahl geeigneter Personen für die Erfassung von Dialekten.
- Man braucht geeignete Fragen und geeignete Wörterlisten und Satzlisten. Nicht immer ist aber eine solche Liste geeignet, da sie oft durch hochdeutsche Vorgaben Antworten nahelegt, die im Dialekt nicht in dieser Form üblich sind. Ein Interview ist ferner eine Ausnahmesituation für den Interviewten, in der er dazu neigt, entweder zu hochsprachlich oder aber übertrieben hochsprachenfern zu sprechen.

## Sprachatlanten im deutschen und jiddischen Sprachraum
- Atlas der historischen deutschen Mundarten auf dem Gebiet der Tschechischen Republik
- Atlas zur deutschen Alltagssprache (AdA)
- Bayerischer Sprachatlas
  - Sprachatlas von Bayerisch-Schwaben
  - Sprachatlas von Mittelfranken
  - Sprachatlas von Niederbayern
  - Sprachatlas von Nordostbayern[7]
  - Sprachatlas von Oberbayern
  - Sprachatlas von Unterfranken
- Deutscher Sprachatlas, im Internet als Digitaler Wenker-Atlas
- Deutscher Wortatlas
- Dialektatalas Mittleres Westdeutschland[8]
- Hessische Sprachatlanten
- Luxemburgischer Sprachatlas
- Mittelrheinischer Sprachatlas
- Schlesischer Sprachatlas
- Siebenbürgisch-Deutscher Sprachatlas
- Siebenbürgisch-Deutscher Wortatlas
- Sprachatlas der deutschen Schweiz
- Sprachatlas für das Land am Rhein zwischen Emmerich und Eifel
- Sprachatlas von Nord-Baden-Württemberg[9]
- Sprachatlas von Oberösterreich[10]
- Sprach- und Kulturatlas des aschkenasischen Judentums (Language and Culture Atlas of Ashkenazic Jewry, LCAAJ)
- Südwestdeutscher Sprachatlas
- Syntaktischer Atlas der deutschen Schweiz
- Tirolischer Sprachatlas
- Thüringer Dialektatlas
- Ungarndeutscher Sprachatlas
- Vorarlberger Sprachatlas
- Wolgadeutscher Sprachatlas
- Wortatlas der kontinentalgermanischen Winzerterminologie
- Linguistic Atlas of Texas German
- Linguistic Atlas Of Kansas German Dialects